# 召尚弄·岩相
召尚弄·岩相（1848年—1916年10月14日），又名苏伦达、召尚弄·芒艾、召尚弄奘罗，傣族，云南勐卯人，诗人、僧侣，代表作《娥并与桑落》。

## 生平
1848年，岩相生于勐卯芒艾寨（今属弄岛镇）贫民之家，8岁进入奘寺当小和尚，9岁升为二佛爷，很快学会傣文，开始编写诗歌。14岁时因父亲病故，为维持家庭开支还俗，19岁时砍竹刺伤眼睛，不能下田劳作，再度入寺为僧，从事诗歌创作。因日夜劳累，双目失明，后以口述创作，请人代笔，一生收集整理66部傣族文学作品，文学艺术成果在中缅傣族地区产生广泛影响。德宏地区广为流传的民间叙事长诗《娥并与桑落》首次由他收集整理成书，其作品还有《宾机宾列》、《广母货卯》、《阿鸾浪》、《广母宫》等。1916年10月14日在芒艾奘寺病逝，破例以高僧规格厚葬，建成方形塔墓，1966年“文化大革命”时被拆毁。1984年，芒艾当地傣族又在墓原址重建一座笋形墓塔供人瞻仰。:742:314-315:333